# Municipio de Santa Bárbara (Chihuahua)
El Municipio de Santa Bárbara es uno de los 67 municipios en que se encuentra dividido el estado mexicano de Chihuahua, situado al sur de la entidad en los límites con el estado de Durango, su cabecera es la ciudad de Santa Bárbara, la más antigua población del estado.

## Geografía
El municipio de Santa Bárbara está situado en el extremo sur del estado, muy cercano a los límites del estado de Durango y a la ciudad de Hidalgo del Parral. El municipio limita con Hidalgo del Parral, San Francisco del Oro y Matamoros y con el estado de Durango, en el cual corresponde el municipio de Hidalgo.

### Orografía e hidrografía
Su territorio es mixto, con una zona plana perteneciente al Valle de Parral y otra montañosa, correspondiente a la Sierra de Santa Bárbara. En su territorio nace el Río Valle de Allende, tributario del Río Florido y este a su vez del Río Conchos.

### Clima y ecosistemas
El clima es muy agradable, no es extremoso, ya que por un lado ésta la sierra y lo hace ser muy templado; de 24 °C a 13 °C en verano, y de 15 °C a 0 °C en invierno y con bastante precipitación pluvial en comparación de otros puntos del estado.

### Recursos naturales
El principal es la minería, base histórica de su fundación, se encuentran yacimientos de oro, plata, zinc, cobre y fluorita.

## Demografía
Según el Conteo de Población y Vivienda de 2005 realizado por el Instituto Nacional de Estadística y Geografía, la población del municipio de Santa Bárbara es de 10,120 habitantes, de los cuales 5,048 son hombres y 5,072 son mujeres.

### Localidades
En el censo de 2020 el municipio de Santa Bárbara contaba con 63 localidades.
| Código INEGI      | Localidad         | Población (2020) |
| ----------------- | ----------------- | ---------------- |
| 080600001         | Santa Bárbara     | 9 169            |
| Otras localidades | Otras localidades | 2 413            |
| Total municipal   | Total municipal   | 11 582           |

## Política
El gobierno del municipio corresponde al Ayuntamiento; este es electo por un periodo de tres años y no puede ser reelegido para el periodo inmediato. Está compuesto por un Presidente municipal, un síndico y diez Regidores, seis de mayoría y cuatro de representación proporcional.

### División administrativa
El municipio no cuenta con Secciones municipales, y además de la cabecera municipal Santa Bárbara tiene otras 52 localidades entre las que destacan Cabras, Casa Colorada, Corral de Piedra, Empalme Aguilera, San Diego y Santa Rita.

### Representación legislativa
Para la elección de Diputados federales y locales, el municipio se encuentra integrado en:
Local:
- Distrito electoral local 21 de Chihuahua con cabecera en la ciudad de Hidalgo del Parral.

Federal:
- IX Distrito Electoral Federal de Chihuahua con cabecera en Parral.